# چمن

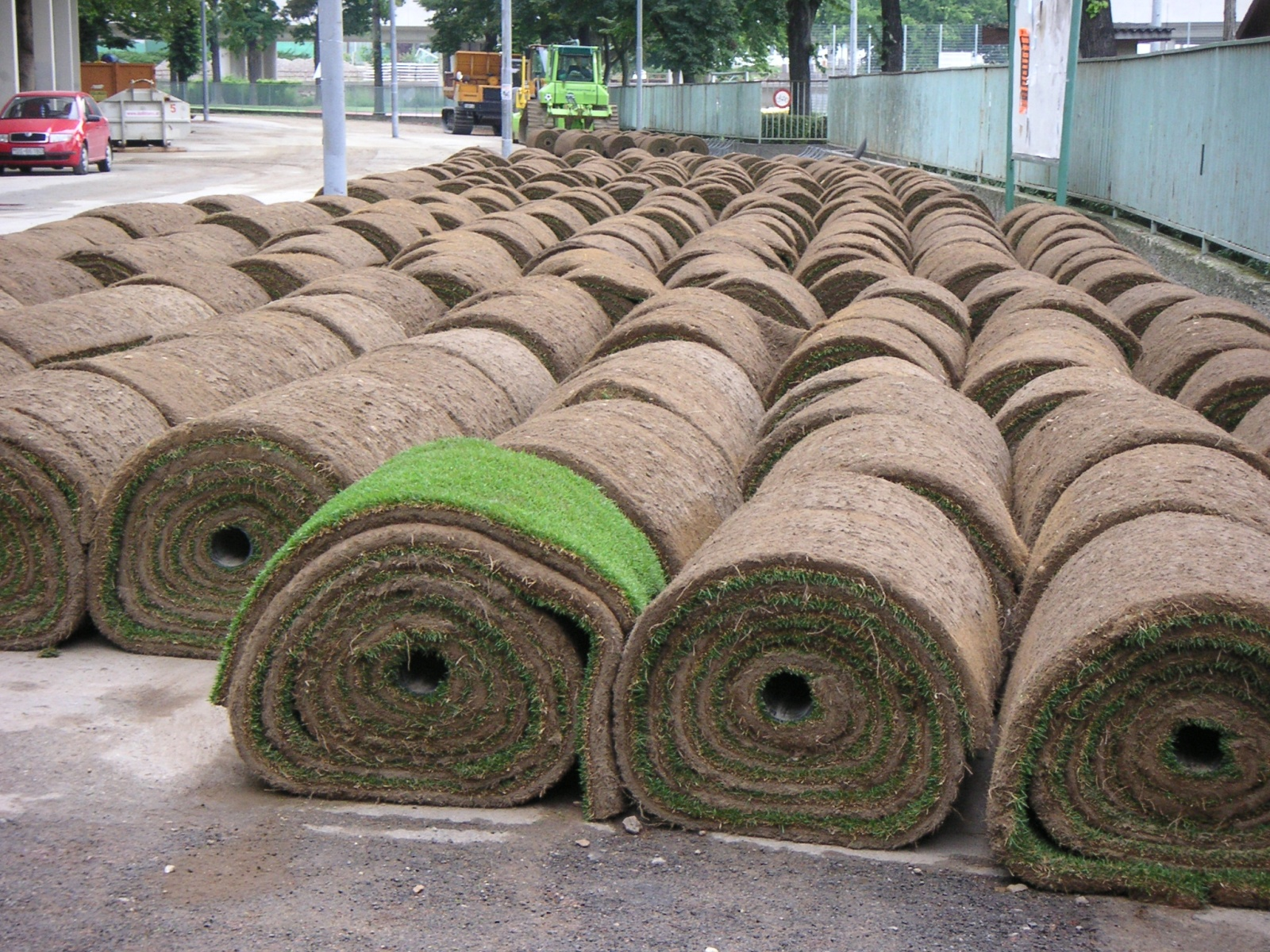
چمن لوله‌شده

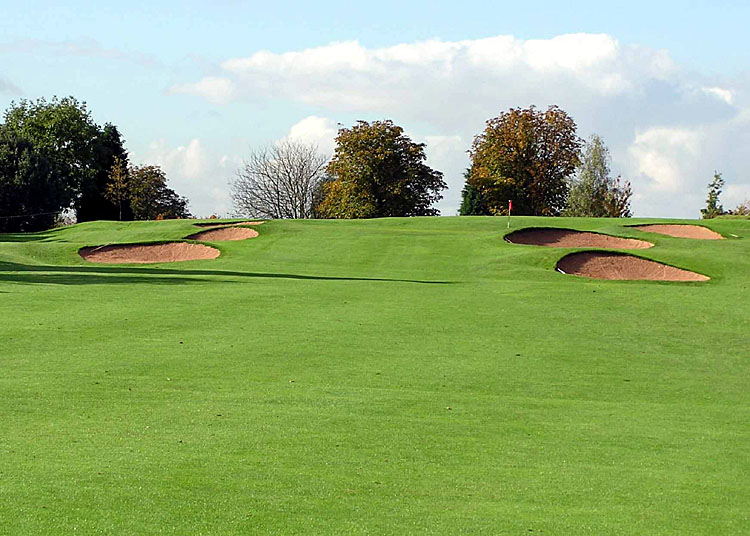
چمن زمین گلف

چمن یا لایه چمن (به انگلیسی: Turf) به مجموعهٔ سبزه و بخشی از خاک زیر آن گفته می‌شود که با ریشه یا دیگر بخش‌های گیاه منسجم شده باشد. از بذر چمن برای چمن‌کاری باغچه‌ها در معماری منظر، پارک‌های شهری و ورزشگاه‌ها در سراسر جهان استفاده می‌شود و همچنین در جلوگیری از فرسایش خاک کاربرد دارد. بذر چمن در انواع بذر چمن سردسیری و بذر چمن گرمسیری وجود دارد.

## ریشه‌شناسی
پسوند ن در پایان این واژه همان است که در پایان واژگان نهنبن، سوزن، روزن، میهن، هاون، پرویزن، انجمن و واژگان نوساخته تاون و پوشن نیز دیده می‌شود و پسوندی است که با آن اسم و به ویژه اسم ابزار می‌سازند.